# San Francisco/Innamorata
San Francisco/Innamorata è un singolo di Pupo pubblicato nel 1980.
Entrambe le tracce sono presenti nell'album Più di prima.

## Tracce
1. San Francisco – 3:30
2. Innamorata – 3:00